# Schlüsselqualifikation
Schlüsselqualifikation (englisch key qualification, ital. competenza trasversale) ist im Personalwesen eine Qualifikation, mit der eine Person leichter und schneller Änderungen der Umweltzustände bewältigen kann.

## Allgemeines
Zu den beruflichen Qualifikationen gehören neben der Schlüsselqualifikation noch die Fachkompetenz und Sozialkompetenz. Wie die Sozialkompetenz betrifft die Schlüsselqualifikation das berufs- und funktionsübergreifend einsetzbare Sozialverhalten. Schlüsselqualifikationen sind kein Fachwissen, sondern ermöglichen den kompetenten Umgang mit fachlichem Wissen. Die Schlüsselqualifikation umfasst Fähigkeiten und Kenntnisse, veränderte Umweltzustände am Arbeitsplatz zu bewältigen. Zu den Umweltzuständen gehören die Bewältigung von Aufgaben, die soziale Interaktion mit Vorgesetzten, Kollegen und Kunden, die Einarbeitung in neue Arbeitsinhalte oder Änderungen des Arbeitsablaufs. Schlüsselqualifikationen sollen und können das Fachwissen nicht ersetzen, sondern in Anbetracht der sich ständig wandelnden Anforderungen im Berufsleben erschließen helfen. Sie sind daher zunächst inhaltsneutral und finden Anwendung im Berufsleben und in zwischenmenschlichen Beziehungen.

## Geschichte
Bereits Ralf Dahrendorf befasste sich 1956 mit „extrafunktionalen Qualifikationen“, die auf unterschiedliche Arbeitsbereiche übertragbar und nicht an spezielle Arbeitsprozesse gekoppelt sind. Der Arbeitsforscher Dieter Mertens gilt als Begründer des Schlüsselqualifikationsbegriffs, den er im September 1972 erstmals auf der „Third World Future Research Conference“ in Bukarest vorstellte. Im Jahr 1974 veröffentlichte er hierzu den Aufsatz in einer Fachzeitschrift. Hierin forderte er eine Konzentration der Berufsbildung auf die Schlüsselqualifikationen. Treffender als der Begriff der Qualifikation ist der Begriff Kompetenz, da eine Qualifikation etwas Objektives ist, unter Kompetenz aber eine individuelle Eigenschaft verstanden wird. Hierbei wird deutlich, dass bereits früh mit dem Begriff der Schlüsselqualifikation nicht die Fachkompetenz selbst, sondern die Fähigkeit zur Adaption und zum Transfer von Fachkompetenzen gemeint war.
Nach Definition der Bildungskommission NRW (1995) sind Schlüsselqualifikationen

„[…] erwerbbare allgemeine Fähigkeiten, Einstellungen und Wissenselemente, die bei der Lösung von Problemen und beim Erwerb neuer Kompetenzen in möglichst vielen Inhaltsbereichen von Nutzen sind, so dass eine Handlungsfähigkeit entsteht, die es ermöglicht, sowohl individuellen als auch gesellschaftlichen Anforderungen gerecht zu werden.“

Vor dem Hintergrund der Neuausrichtung von Prozessorganisation und Managementprozessen in Körperschaften wurden ab 1995 in 20 Projektgemeinschaften zum Faktor Mensch intensive Arbeiten zur Identifikation von Schlüsselqualifikationen von Führungskraft- und Mitarbeiter-Persönlichkeiten im Rahmen eines deutschen Forschungsverbundprojektes vom Bundesministerium für Bildung und Forschung (BMBF) gefördert sowie durch das Forschungszentrum Karlsruhe betreut und 1998 vom Beuth Verlag veröffentlicht als „Schlüsselqualifikationen in neuen Organisationsformen – ein Kriterienkatalog für die Praxis“.

## Arten
Schlüsselqualifikationen sind Instrumente zum problemlosen Umgang mit Spezialwissen. Die Fachliteratur zählt über 850 Arten von Schlüsselqualifikationen auf. Zu den bedeutendsten gehören:
- Einstellungen
  - Sorgfalt
  - Ordnungssinn
  - Leistungsbereitschaft
  - Freundlichkeit
  - Mobilität
  - Flexibilität
- Verhaltensweisen
  - Zuverlässigkeit
  - Ausdauer
  - Eigeninitiative
  - Offenheit
  - Toleranz
  - Zielstrebigkeit
- Fähigkeiten
  - Kommunikation
  - Kooperation
  - Teamfähigkeit
  - Durchsetzungsvermögen
  - Entscheidungsfähigkeit
  - Kreativität
  - Lernfähigkeit
  - Organisationsfähigkeit

Schlüsselqualifikationen setzen sich mithin aus einem breiten Spektrum übergreifender Fähigkeiten zusammen, die sowohl aus dem kognitiven als auch aus dem affektiven Bereich stammen. Diese Kompetenzen können in verschiedenen Situationen und Funktionen flexibel und innovatorisch eingesetzt und übertragen werden.

### Schlüsselkompetenzen für lebenslanges Lernen
Der Referenzrahmen der 2006 herausgegebenen Empfehlung des Europäischen Parlaments und des Rates zu Schlüsselkompetenzen für lebensbegleitendes Lernen umfasst acht Schlüsselkompetenzen:
1. Muttersprachliche Kompetenz
2. Fremdsprachliche Kompetenz
3. Mathematische Kompetenz und grundlegende naturwissenschaftlich-technische Kompetenz
4. Computerkompetenz
5. Lernkompetenz
6. Soziale Kompetenz und Bürgerkompetenz
7. Eigeninitiative und unternehmerische Kompetenz
8. Kulturbewusstsein und kulturelle Ausdrucksfähigkeit.

Kompetenz des Lesens und Schreibens in einer europäischen Hochsprache wird erkennbar ohne weitere Erwähnung vorausgesetzt.
Zu den wichtigsten Zielen des Referenzrahmens gehört, „die Schlüsselkompetenzen zu ermitteln und zu definieren, die in einer Wissensgesellschaft für persönliche Entfaltung, aktive Bürgerschaft, sozialen Zusammenhalt und Beschäftigungsfähigkeit nötig sind“. Jeder dieser Schlüsselkompetenzen wird dabei die gleiche Bedeutung zugewiesen, da jede von ihnen zu einem erfolgreichen Leben in einer Wissensgesellschaft beitragen könne.
Ähnliche Bestrebungen, Schlüsselqualifikationen zu definieren, finden zugleich in einzelnen Staaten statt.
So forderten sowohl die Kultusministerkonferenz als auch der Bund-Länder-Kommission für Bildungsplanung und Forschungsförderung (BLK), die Schlüsselqualifikationen um die Medienkompetenz zu erweitern, da die digitalen Medien immer größeren Einzug in die Gesellschaft halten.

## Gliederung
Schlüsselkompetenzen lassen sich als Fähigkeiten (in einer möglichen Kategorisierung) in fünf Kompetenzbereiche einordnen:
1. Handlungskompetenz
2. Medienkompetenz
3. Methodenkompetenz
4. Selbstkompetenz
5. Soziale Kompetenz

Die einzelnen Bestandteile von Schlüsselkompetenzen lassen sich folgendermaßen definieren:

### Soziale Kompetenz
Kenntnisse, Fertigkeiten und Fähigkeiten, die dazu befähigen, in den Beziehungen zu Menschen situationsadäquat zu handeln
- Empathie
- Emotionale Intelligenz
- Führungskompetenz
- Soziale Interaktion (Kommunikationsfähigkeit)
- Konfliktfähigkeit
- Kooperationsfähigkeit
- Teamfähigkeit

### Methodenkompetenz
Kenntnisse, Fertigkeiten und Fähigkeiten, die es ermöglichen, Aufgaben und Probleme zu bewältigen, indem sie die Auswahl, Planung und Umsetzung sinnvoller Lösungsstrategien ermöglichen
- Abstraktes und vernetztes Denken
- Analysefähigkeit
- Deduktion (Denken in Zusammenhängen)
- Kreativität
- Lern- und Arbeitstechniken
- Rhetorik

### Individualkompetenz/Selbstkompetenz/Personenkompetenz/Humankompetenz
Fähigkeiten und Einstellungen, in denen sich die individuelle Haltung zur Welt und insbesondere zur Arbeit ausdrückt. Persönlichkeitseigenschaften, die nicht nur im Arbeitsprozess Bedeutung haben
- Ausdauer
- Belastbarkeit
- Anstrengung (Engagement)
- Anpassungsfähigkeit
- Kreativität
- Leistungsbereitschaft
- Konstruktivistische Didaktik (Lernbereitschaft)
- Mobilität
- Motivation
- Organisationsfähigkeit, Management Skills
- Eigenverantwortung (Selbstständigkeit)
- Zeitmanagement
- Zuverlässigkeit

### Handlungskompetenz
Die Schnittmenge dieser drei Kompetenzbereiche ist die individuelle Handlungskompetenz einer Person. Kompetenz bedeutet in diesem Zusammenhang die Befähigung eines Menschen, sich situativ angemessen zu verhalten, selbstverantwortlich Probleme zu lösen, bestimmte Leistungen zu erbringen und mit anderen Menschen angemessen umzugehen, auf der Basis eines erfolgreichen Lernprozesses. Kompetenz ist immer individuell und wird durch den Erwerb und auf die eigenen Werte und Ziele bezogene Reflexion einzelner, sich gegenseitig beeinflussender Fähigkeiten erworben.
- die Disposition zum Erwerb aller Fähigkeiten
- das kognitive Regelsystem, mit dem Handlungen generiert werden können
- stabile, universell angelegte und empirisch nicht wahrnehmbare Tiefenstruktur

### Medienkompetenz
Bei der Medienkompetenz geht es darum, dass sich Personen in der heutigen Wissensgesellschaft als mündige und reflektierte Bürger einbringen können. Digitale und analoge Medien müssen unter der Betrachtung von
- Analyse
- Auswahl
- Bewertung
- Gestaltung
- Nutzung

genutzt werden können.